# 주제프 에스콜라
주제프 에스콜라 이 세갈레스(카탈루냐어: Josep Escolà i Segalés; 1914년 8월 28일, 카탈루냐 주 바르셀로나 ~ 1998년 3월 7일, 카탈루냐 주 바르셀로나)는 호세 에스콜라(스페인어: José Escolà)로도 불리는 스페인의 전 축구 선수로, 현역 시절에 공격수로 활약했다. 그는 현역 시절 대부분을 바르셀로나에서 보냈다. 에스콜라는 스페인 국가대표팀과 카탈루냐 대표팀 소속으로 모두 출전 경험이 있다. 1948년에 축구화를 벗은 후, 에스콜라는 바달로나와 사바델의 지휘봉을 잡았고, 카스테욘과 레반테도 거쳤다.

## 클럽 경력

### 바르셀로나
에스콜라는 카탈루냐 주 바르셀로나 출신으로, 1934년 12월 2일, 플러트코 페렌츠가 지켜보는 가운데 라 리가 신고식을 치렀다. 이 경기에서 에스콜라는 네 번째 득점에 성공하여 아레나스 게초와의 레스 코르츠 안방에서 4-0 대승에 일조했다. 그는 바르셀로나에서의 1년차로 보내면서 카탈루냐 선수권 우승에 일조했다. 플러트코를 대신할 사람은 패트릭 오코넬이었고, 이 선수단에는 도메네크 발마나, 주안 주제프 노게스, 그리고 엔리케 페르난데스가 진을 쳤고, 또다시 카탈루냐 선수권 대회를 우승하고 코파 델 프레시덴테 결승전에까지 올랐다. 바르사는 마드리드를 상대하여 1-2로 밀리는 가운데 에스콜라가 막판 동점골 기회를 잡았지만, 이를 리카르도 사모라가 막아냈다.

### 내전과 추방
그 다음 시즌인 1936-37 시즌, 전국의 축구가 스페인 내전으로 중단되었다. 그러나, 바르셀로나를 비롯한 스페인의 공화파 점령 지역 구단들은 지중해 리그에 참가했고, 에스콜라, 발마냐, 그리고 오코넬은 바르셀로나의 우승에 공헌했다. 1937년, 에스콜라, 발마냐, 그리고 오코넬로 구성된 바르셀로나는 기금을 마련하기 위해 멕시코와 미국 순회를 했다. 바르셀로나는 그동안 14번의 경기를 치렀는데, 이 당시의 상대로는 아메리카, 아틀란테, 네칵사, 그리고 멕시코 대표팀 등이 있었다. 바르셀로나는 이어 미국에서 브루클린 대표팀, 뉴욕 대표팀, 그리고 히브리 대표와 대회를 벌여 우승했고, 이후 미국 대표팀을 상대했다. 순회 경기를 통해 마련한 기금으로 구단은 재정적으로 숨을 돌릴 수 있게 되었지만, 오코넬 감독은 불과 4번의 선수와 동행하여 스페인에 귀국했다. 나머지 선수들은 추방당했는데, 에스콜라와 발마냐는 프랑스의 세트에 이적했다.

### 바르셀로나 복귀
1939년에 스페인 내전이 종료되면서, 프랑코 정권은 추방당한 선수들이 6년 동안 귀국하지 못하도록 막았다. 그러나, 엔리케 피녜이로 바르셀로나는 몇몇 선수들을 사면하도록 도왔고, 그에 따라 바르셀로나 선수단에 에스콜라와 발마냐가 1941년에 추방령 대상에서 제외되어 복귀했다. 바르사 복귀 원년에는 주안 주제프 노게스가 감독으로 부임했고, 무르시아와의 플레이오프전을 통해 가까스로 강등을 면할 수 있었다. 리그에서의 부진과는 대조되게, 바르셀로나는 같은 해에 코파 델 헤네랄리시모를 우승했는데, 에스콜라가 두 차례 득점을 올려 아틀레티코 빌바오를 연장전 끝에 4-3으로 이기는 데에 도왔다.
1943년, 에스콜라는 레알 마드리드와의 논란의 코파 델 헤네랄리시모 준결승전을 치렀다. 레스 코르츠에서 열린 1차전 경기는 바르사의 3-0 승리로 끝났는데, 그는 배를 가격당해 도중에 경기를 그만두어야 했다. 바르사는 이어지는 차마르틴에서 열린 2차전 경기에서 1-11 대패를 당했다. 프랑코 정권은 에스콜라를 비롯한 바르사 선수들이 경기를 포기하도록 강요했다는 주장이 제기되었다. 그러나, 역사가 베르나르도 살라사르의 말에 따르면 당시 선수단에 있었던 에스콜라와 발마냐는 이를 부정했다고 답했다.
에스콜라는 바르셀로나에서 말년을 보내면서, 마리아노 마르틴, 주제프 곤살보, 마리아 곤살보, 세사르, 벨라스코를 비롯해 에스타니슬라오 바소라와 안토니 라마예츠와 함께 활약했다. 에스콜라는 현역 말년에 라 리가 2회 우승 추가에 힘을 보탰는데, 한 번은 주제프 사미티에르가 지도하던 1945년에, 다른 한 번은 엔리케 페르난데스가 지도하던 1948년에 우승했다.

## 국가대표팀 경력
1931년과 1948년 사이, 에스콜라는 카탈루냐 대표팀 경기에 10번 출전하여 2골을 넣었다. 이 중 첫 골은 2-1로 이긴 브라질과의 1934년 6월 17일 레스 코르츠 경기에서 기록했다. 그는 스페인 국가대표팀 경기에도 두 번 출전했는데, 두 경기 모두 상대가 포르투갈이었다. 두 경기 모두 2-2 무승부로 끝났는데, 에스콜라는 첫 출전 경기인 1941년 1월 12일에 득점을 올렸다. 두 번째 경기는 1945년 3월 11일에 치렀다.

## 수상

### 선수
바르셀로나
- 라 리가: 1944-45, 1947-48
- 코파 델 헤네랄리시모: 1942
- 지중해 리그: 1947
- 카탈루냐 선수권 대회: 1934-35, 1935–36
- 코파 데 오로 아르헨티나: 1945
- 뉴욕 대회: 1937

### 감독
레반테
- 테르세라 디비시온에서 승격: 1955-56

## 클럽 통계
| 클럽      | 클럽       | 클럽       | 리그 | 리그 | 컵   | 컵 | 대륙1 | 대륙1 | 합계 | 합계 |
| 시즌      | 구단       | 리그       | 출장 | 골   | 출장 | 골 | 출장  | 골    | 출장 | 골   |
| --------- | ---------- | ---------- | ---- | ---- | ---- | -- | ----- | ----- | ---- | ---- |
| 1934–35   | 바르셀로나 | 라 리가    | 18   | 18   | 5    | 6  | 10    | 13    | 33   | 37   |
| 1935–36   | 바르셀로나 | 라 리가    | 19   | 13   | 7    | 8  | 9     | 17    | 35   | 38   |
| 1936–37   | 바르셀로나 | 라 리가    | 14   | 7    | –    | –  | 10    | 4     | 24   | 11   |
| 1937–38   | 세트       | 디비시옹 1 | 16   | 9    | 1    | 3  | –     | –     | 17   | 12   |
| 1938–39   | 세트       | 디비시옹 1 | 10   | 6    | 1    | 0  | –     | –     | 11   | 6    |
| 1940–41   | 바르셀로나 | 라 리가    | 11   | 8    | 1    | 2  | –     | –     | 12   | 10   |
| 1941–42   | 바르셀로나 | 라 리가    | 9    | 3    | 8    | 8  | –     | –     | 18   | 11   |
| 1942–43   | 바르셀로나 | 라 리가    | 15   | 8    | 7    | 6  | –     | –     | 22   | 14   |
| 1943–44   | 바르셀로나 | 라 리가    | 18   | 4    | 4    | 1  | –     | –     | 22   | 5    |
| 1944–45   | 바르셀로나 | 라 리가    | 26   | 16   | 3    | 3  | –     | –     | 29   | 19   |
| 1945–46   | 바르셀로나 | 라 리가    | 19   | 6    | 1    | 0  | 1     | 2     | 21   | 8    |
| 1946–47   | 바르셀로나 | 라 리가    | 14   | 9    | 1    | 0  | –     | –     | 15   | 9    |
| 1947–48   | 바르셀로나 | 라 리가    | 3    | 1    | 1    | 0  | –     | –     | 4    | 1    |
| 합계      | 스페인     | 스페인     | 166  | 93   | 38   | 34 | 30    | 36    | 235  | 163  |
| 합계      | 프랑스     | 프랑스     | 26   | 15   | 2    | 3  | –     | –     | 28   | 18   |
| 경력 합계 | 경력 합계  | 경력 합계  |      |      |      |    | –     | –     |      |      |

1 카탈루냐 선수권 대회 및 코파 데 오로 아르헨티나 기록 포함

## 참고 문헌
- Barça: A People’s Passion (1998), Jimmy Burns. 서적 링크